# Nisser (släkt)
Nisser är en svensk släkt, som härstammar från skomakaren Hans Niclas Nisser, som levde på 1600-talet i Riga i dåvarande Svenska Livland.

## Personer med namnet
- Albert Nisser
- Ernst Nisser
- Martin Nisser
- Per Olof Nisser
- Per-Erik Nisser
- Per-Samuel Nisser
- Peter Nisser
- Petrus Nisser
- Samuel Nisser
- Samy Nisser
- Wilhelm Nisser
- William Nisser  – flera personer
  - William Nisser (1801–1893)
  - William Nisser (1882–1960)

## Personer i släkten i urval
- Hans Niclas Nisser (död tidigast 1695) i Riga, skomakare
  - Selling Daniel Nisser (1690–1761), regementsfältskär vid Närkes och Värmlands regemente från 1718
    - Daniel Nisser (1720–1771), regementsfältskär
      - Jacob Fredrik Nisser (1753–1808), apotekare i Marstrand 1778–94 och i Uddevalla 1796–1802
        - Reinhold Fredrik Nisser (1788–1845), bagareålderman i Stockholm
        - Christoffer Nisser (1791–1847), kofferdikapten
          - Gustaf Wilhelm Nisser (1826–1883), sjökapten
            - Albert Georg Nisser (1875–1954), landssekreterare

    - Conrad Nisser (1721–1777), grosshandlare i Stockholm 1750, innehavare av Diö bruk 1750–63 och därefter överinspektör för brännvinsbränningen i Halland
      - Samuel Nisser (1760–1814), kyrkoherde i Västra Vingåker
        - Petrus Nisser (1799–1878), bokhållare vid Samuel Owens Kungsholmens mekaniska verkstad i Stockholm och vid Finspångs bruk
        - William Nisser (1801–93), överstelöjtnant, disponent, riksdagsman
          - Ernst Nisser (1837–1898), gruvingenjör, disponent, riksdagsman
            - William Nisser (1882–1960), disponent för Grycksbo pappersbruk, riksdagsman
              - Fredrik William Samuel Nisser (1919–1978), civilekonom, disponent för Grycksbo pappersbruk
              - Bengt Georg Wilhelm Nisser (1927–1986), ingenjör
                - Margareta Nisser Dalman (född 1957), konsthistoriker

            - Ernst Konrad Nisser (1880-1974), Alstrums herrgård, Alsters socken
              - Peter Nisser (1919–1999), författare
              - Per-Erik Nisser (1923–2007), lantmästare, riksdagsledamot
                - Per-Samuel Nisser (född 1958), politiker

          - Samy Nisser (1839–1890), major, disponent, riksdagsman

        - Samuel Conrad Nisser (1803–1883), krigsråd 
          - Martin Nisser (1840–1913), disponent och riksdagsman
            - Martin Nisser (1872–1930), disponent för Klosters AB 1905–08, gift till 2009 med Elisabet Wettergren (1872–1961)
              - Wilhelm Nisser (1897–1961), konsthistoriker
              - Carl Nisser (1908–1990), fil.lic., godsägare
                - Per Olof Nisser (född 1931), domprost i Linköping
                - Carl Wilhelm Nisser (född 1937), avdelningschef i Lantbruksstyrelsen

            - Elsbeth Funch (1873–1943), författare
            - Carl William Nisser (1879–1957), bruksägare
              - Carl Gösta Nisser (1905–1977), advokat
                - Marie Nisser (1937–2011), Industriminnesforskare

            - Ellen Nisser (1885–1959), gift med Erik Wettergren i första giftet 1908–1924, med Hakon Ahlberg i andra giftet
              - Gunilla Wettergren-Skawonius (1909–1992), journalist, gift med Sven Erik Skawonius

    - Samuel Nisser (1724–tidigast 1791), hovjuvelerare
    - Johan Fredric Nisser (1728–tidigast 1776), handlande i Cartagena i Spanien 
      - Conrad Wilhelm Nisser (1773–1800), skeppskapten i Ostindiska kompaniet